# Lima Laras

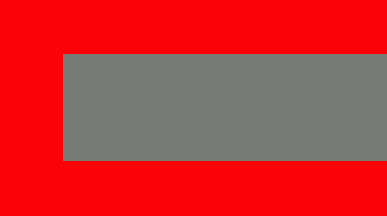
Bandera

Lima Laras (també Batu Bahara Urung Lima Laras) fou un dels estats de la confederació (urung) de Batoe Bahara a les Índies Orientals Holandeses. Tenia una superfície de 230 km² i estava situat a la costa oriental de Sumatra.